# Nabil Ayouch
Pour les articles homonymes, voir Ayouch.
Nabil Ayouch (en arabe : نبيل عيّوش) est un réalisateur franco-marocain, né le 1er avril 1969 à Paris. Ses films sont souvent consacrés à des points sensibles de la société marocaine. Ses œuvres sont à plusieurs reprises présentes dans des compétitions cinématographiques internationales telles que les Oscars, ou le Festival de Cannes. Ceci lui vaut à la fois une notoriété particulière et une certaine méfiance des autorités marocaines.

## Biographie

### Origines et études
Nabil Ayouch est le fils d’une mère juive française d'origine tunisienne et d'un père musulman marocain, Noureddine Ayouch, patron de Shem's, une entreprise de communication marocaine, et fondateur de Zakoura, première association de microcrédit au Maroc,. Il est également le frère du réalisateur Hicham Ayouch.
Il passe une partie de son enfance à Sarcelles (Val-d'Oise) où il fréquente assidûment la MJC et le Forum des Cholettes. Après 2012, il s'implique à Sidi Moumen, dans la banlieue de Casablanca, pour y développer un centre culturel sur le modèle de celui de son enfance.

### Carrière
Après des cours de théâtre et de mise en scène chez Sarah Boréo et Michel Granvale, Nabil Ayouch débute comme assistant réalisateur et réalise à partir de 1992 des spots publicitaires. Il tourne ensuite trois courts métrages : Vendeur de silence, Hertzienne Connexion, tous deux plusieurs fois primés dans divers festivals internationaux, puis Les Pierres bleues du désert, avec Jamel Debbouze.
En 1997, il réalise son premier long métrage, Mektoub, qui réalise un record historique au box-office marocain avec plus de 350 000 entrées et qui est présélectionné en 1998 pour représenter le Maroc aux Oscars,.
En 1999, il met en scène un spectacle de gala marquant l’ouverture du « Temps du Maroc » au Château de Versailles.
En 2000, il tourne son deuxième long métrage, Ali Zaoua prince de la rue, qui remporte un succès, plusieurs prix et une nouvelle présélection pour les Oscars. Cette deuxième présélection fait de Nabil Ayouch un membre de l'académie des Oscars.
Entre 2000 et 2003, il crée le prix Mohamed Reggab qui récompense les meilleurs scénarios et produit huit premiers courts métrages de jeunes talents.
En 2001, il produit des séries pour la télévision marocaine et cofonde le GARP (Groupement des auteurs réalisateurs producteurs). En 2002, il participe pour Arte à la collection « Masculin / Féminin » en réalisant Une minute de soleil en moins.
En 2003, il fonde la Coalition marocaine pour la diversité culturelle. En 2005 il crée « Film Industry Made in Morocco », avec lequel il produit trente longs métrages. Il fonde ensuite, avec le soutien de l’Union européenne, Meda Films Developpement, structure accompagnant producteurs et scénaristes des dix pays de la rive sud de la Méditerranée en les aidant à développer leurs projets.
En 2008, Nabil Ayouch est membre du premier collège de l'avance sur recettes du Centre national de la cinématographie (CNC) et réalise son troisième long métrage, Whatever Lola Wants, Grand Prix du Festival national du film  à Tanger, et distribué dans plus de 30 pays .
En 2009, Nabil Ayouch met en scène le spectacle de clôture du Forum économique mondial de Davos, en Suisse. Il lance la même année le projet « Images pour tous », qui a pour objet de créer des salles de cinéma numériques (10 en 2009) dans le monde rural et périurbain. Il réalise en 2011 un film intitulé My Land.
En 2012, son film Les Chevaux de Dieu est sélectionné à Cannes dans le cadre de la section Un certain regard et remporte par ailleurs le Prix François-Chalais.
En 2015, son film Much Loved, est sélectionné à la Quinzaine des réalisateurs à Cannes. Il fait l'objet d'une interdiction de projection au Maroc, énoncée par le gouvernement, accompagné par le Parti pour la justice et le développement (PJD), parti traditionnel et musulman conservateur car il est jugé comme portant atteinte à l'image du Maroc et de la femme marocaine. Il fait l'objet d'une vaste polémique qui divise la population. Ce film remporte deux prix au Festival du film francophone d’Angoulême.
Il co-écrit avec son épouse Maryam Touzani le film Razzia sorti en 2017. Celle-ci tient l'un des rôles principaux. Le film fait sa première mondiale au Festival International du film de Toronto.
En 2019, il produit le film Adam, réalisé par Maryam Touzani, retenu au 72e Festival de Cannes dans la section Un Certain Regard. Le film connaît un succès public et critique. Il a remporté plusieurs prix comme les prix de photographie et de montage aux Journées cinématographiques de Carthage, l’Étoile de bronze au Festival du film d'El Gouna et le prix du jury local au Festival international du film de Palm Springs. Il est sélectionné au Festival du film arabe de Malmö.
En 2021, son long-métrage Haut et fort est sélectionné en compétition officielle du 74e Festival de Cannes,. C'est le premier film marocain de fiction, et la deuxième réalisation marocaine dans ce cas.

## Filmographie

### Réalisateur
- 1990 : Hertzienne Connexion (court métrage)
- 1991 : Vendeur de silence (court métrage)
- 1992 : Les Pierres bleues du désert (court métrage)
- 1997 : Mektoub
- 2000 : Ali Zaoua prince de la rue
- 2003 : Une minute de soleil en moins (téléfilm)
- 2007 : Whatever Lola Wants
- 2011 : My Land (documentaire)
- 2012 : Les Chevaux de Dieu
- 2015 : Much Loved
- 2017 : Razzia
- 2021 : Haut et Fort[14]
- 2024 : Everybody Loves Touda

### Scénariste
- 2019 : Adam de Maryam Touzani
- 2022 : Le Bleu du caftan de Maryam Touzani